# Granátula de Calatrava
Granátula de Calatrava és un municipi de la província de Ciudad Real a la comunitat autònoma de Castella-La Manxa.